# Noradrenalin
Noradrenalin (tudi norepinefrin) je živčni prenašalec simpatičnega živčevja ter hormon, ki ga izloča sredica nadledvičnice. Spada med kateholamine, enako kot adrenalin. Njegova kemijska formula je C8H11NO3. Naravni stereoizomer je L-(−)-(R)-noradrenalin.
Poleg serotonina je to eden najpomembnejših »hormonov za srečo«. Noradrenalin poživlja možgane, predvsem pa spodbuja sposobnost zaznavanja, motivacijo in energijo. Prav tako učinkuje kot antidepresiv. Novejše raziskave so pokazale, da v stresnih situacijah noradrenalin izboljšuje miselno zbranost ter poskrbi poleg tega celo za optimizem in evforijo. Stres nas lahko tako v določenih trenutkih tudi osrečuje in nam daje krila. Tej snovi se lahko tudi zahvalimo, da se še posebno intenzivno spominjamo veselih dogodkov ali močnih čustev.
Deluje zlasti na gladko mišičje žil odvodnic, kjer po vezavi na adrenergične receptorje povzroči njihovo skrčenje ter posledično porast krvnega tlaka. Sprošča se iz simpatičnih živčnih končičev. Vpliva tudi na osrednje živčevje, in sicer na predele, odgovorne za zvečano pozornost in impulzivnost. Sprošča se zlasti v stresnih razmerah, zato spada med tako imenovane stresne hormone. Telo pripravi na »boj ali beg« (pospešijo se srčni utrip, glikogenoliza, glukoneogeneza, poveča se mišična pripravljenost ...). V osrednjem živčevju se sprošča  v predelu srednjih možganov, ki se imenuje locus coeruleus. Noradrenalin se veže na adrenergične receptorje (adrenoceptorje), in sicer na obe podvrsti teh receptorjev: α in β.
Od adrenalina se strukturno razlikuje le po odsotni metilni skupini na aminskem dušiku, kar pove že njegovo ime (nor je okrajšava za N ohne Radikal, kar v nemščini pomeni N (dušik) brez radikala, torej v tem primeru brez metilne skupine).

## Biosinteza
Noradrenalin se v telesu proizvaja v sredici nadledvičnice iz aminokisline tirozin z več encimsko vodenimi reakcijami. Najprej nastane z oksidacijo iz tirozina dihidroksifenilalanin (L-DOPA), le-ta se nato dekarboksilira do živčnega prenašalca dopamina. Dopamin se z β-oksidacijo pretvori v noradrenalin. Iz noradrenalina lahko z metiliranjem aminskega dušika nastane adrenalin, kar katalizira encim N-metiltransferaza.

## Uporaba v terapiji
Noradrenalin se kot zdravilo uporablja pri naslednjih obolenjih:
- septični šok,
- anafilaktični šok,
- zastrupitev z vazodilatatorji.

Pri tem se daje predvsem intravensko, in sicer v zelo nizkih odmerkih, da ne pride do okvare črpalne sposobnosti srca. Lokalno se daje za preprečevanje krvavitev med operacijami. Često je kar v kombinaciji z lokalnim anestetikom. Kot alternativna učinkovina se uporablja adrenalin.

### Kontraindikacije
Pri sledečih stanjih se noradrenalin ne sme dajati ali pa je pri dajanju potrebna posebna pazljivost:
- zvišan krvni tlak,
- hipertiroizem,
- glavkom,
- povečana obsečnica z zastajanjem seča,
- supraventrikularna tahikardija,
- tahiaritmija,
- težja ledvična odpoved,
- težje srčno popuščanje,
- težja arterioskleroza,
- cor pulmonale.